# Kraskowo (Korsze)
Kraskowo (deutsch Schönfließ, evtl. auch Groß Schönau) ist ein Dorf in Polen in der Woiwodschaft Ermland-Masuren, das zur Gmina Korsze (Korschen) im Powiat Kętrzyński (Kreis Rastenburg) gehört.

## Geographie

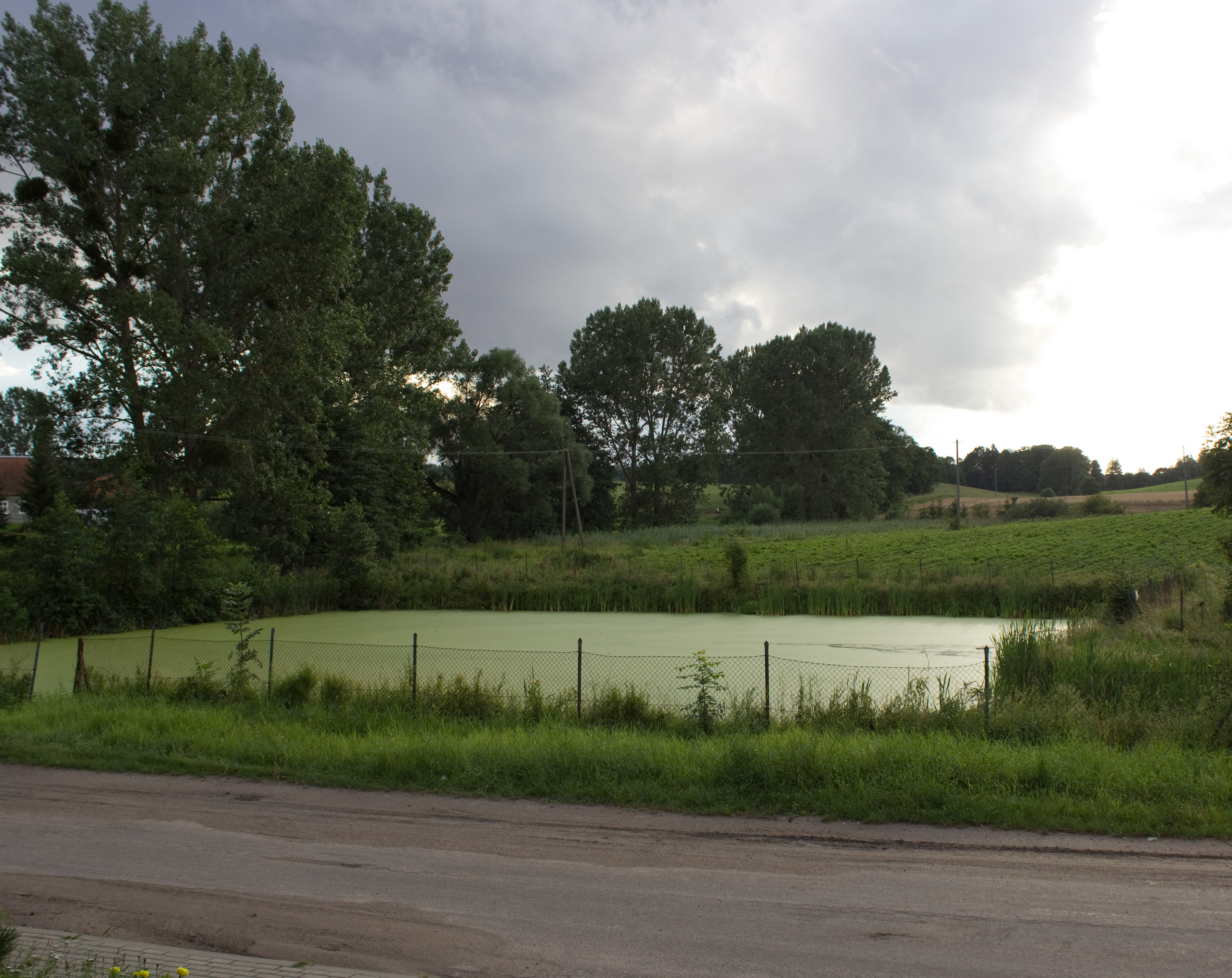
Landschaft bei Kraskowo

Kraskowo liegt im Norden der Woiwodschaft Ermland-Masuren, 14 Kilometer nordwestlich der Kreisstadt Kętrzyn (deutsch Rastenburg) und etwa 22 Kilometer südlich der Staatsgrenze Polens zur russischen Oblast Kaliningrad (Gebiet Königsberg).

## Geschichte

### Ortsgeschichte
Schönfließ wurde 1372 vom Deutschen Orden nach Kulmer Recht angelegt. Für 14 Jahre war es von Abgaben befreit. Zum Dorf gehörte eine Fläche von 65 Włóka, wovon sechs dem Dorfschulzen und vier der Kirche gehörten.
Im Jahre 1874 wurde Schönfließ in den neu errichteten Amtsbezirk Tolksdorf (polnisch Tołkiny) eingegliedert. Er gehörte bis 1945 zum Kreis Rastenburg im Regierungsbezirk Königsberg in der preußischen Provinz Ostpreußen. Am 11. Oktober 1927 wurden Teile des Gutsbezirks Seeligenfeld (polnisch Błogoszewo) im Amtsbezirk Paaris (polnisch Parys) in den Gutsbezirk Schönfließ eingegliedert. Am 30. September 1928 schließlich kam es zum Zusammenschluss der Landgemeinde Schönfließ mit dem Gutsbezirk Henriettenhof (polnisch Chmielnik) zur neuen Landgemeinde Schönfließ.
Zum Ende des Zweiten Weltkriegs besetzte die Rote Armee die Gegend und als Folge des Krieges kam Schönfließ zu Polen. 1954 wurde Kraskowo Sitz einer Gromada. 1958, nach einer Umstrukturierung der Gromada, gehörten zur Gromada Kraskowo 25 Ortschaften welche in sieben Schulzenämter eingeteilt waren. 1960 hatte die Gromada eine Fläche von 72,83 km². 1970 verfügte das Dorf Kraskowo über eine achtklassige Grundschule sowie einen Kindergarten.
Kraskowo ist heute Sitz eines Schulzenamtes (polnisch Sołectwo) und als solches eine Ortschaft im Verbund der Stadt- und Landgemeinde Korsze (Korschen) im Powiat Kętrzyński (Kreis Rastenburg), bis 1998 der Woiwodschaft Olsztyn, seither der Woiwodschaft Ermland-Masuren zugehörig.

### Einwohnerzahlen

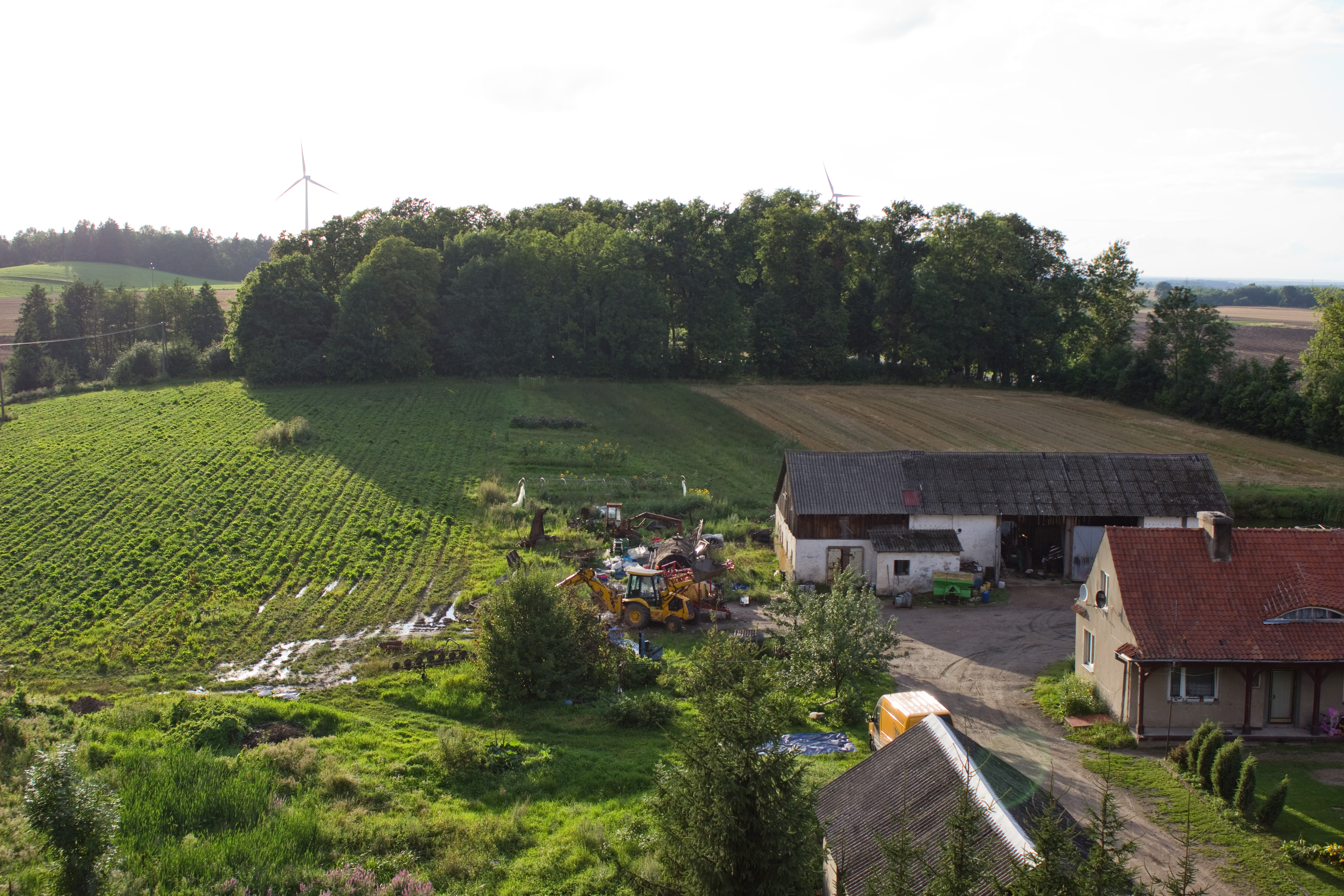
Anwesen in Kraskowo

| Jahr | Anzahl |
| ---- | ------ |
| 1820 | 260    |
| 1885 | 570    |
| 1905 | 504    |
| 1910 | 517    |
| 1933 | 578    |
| 1939 | 563    |
| 1970 | 330    |
| 2011 | 192    |

## Kirche

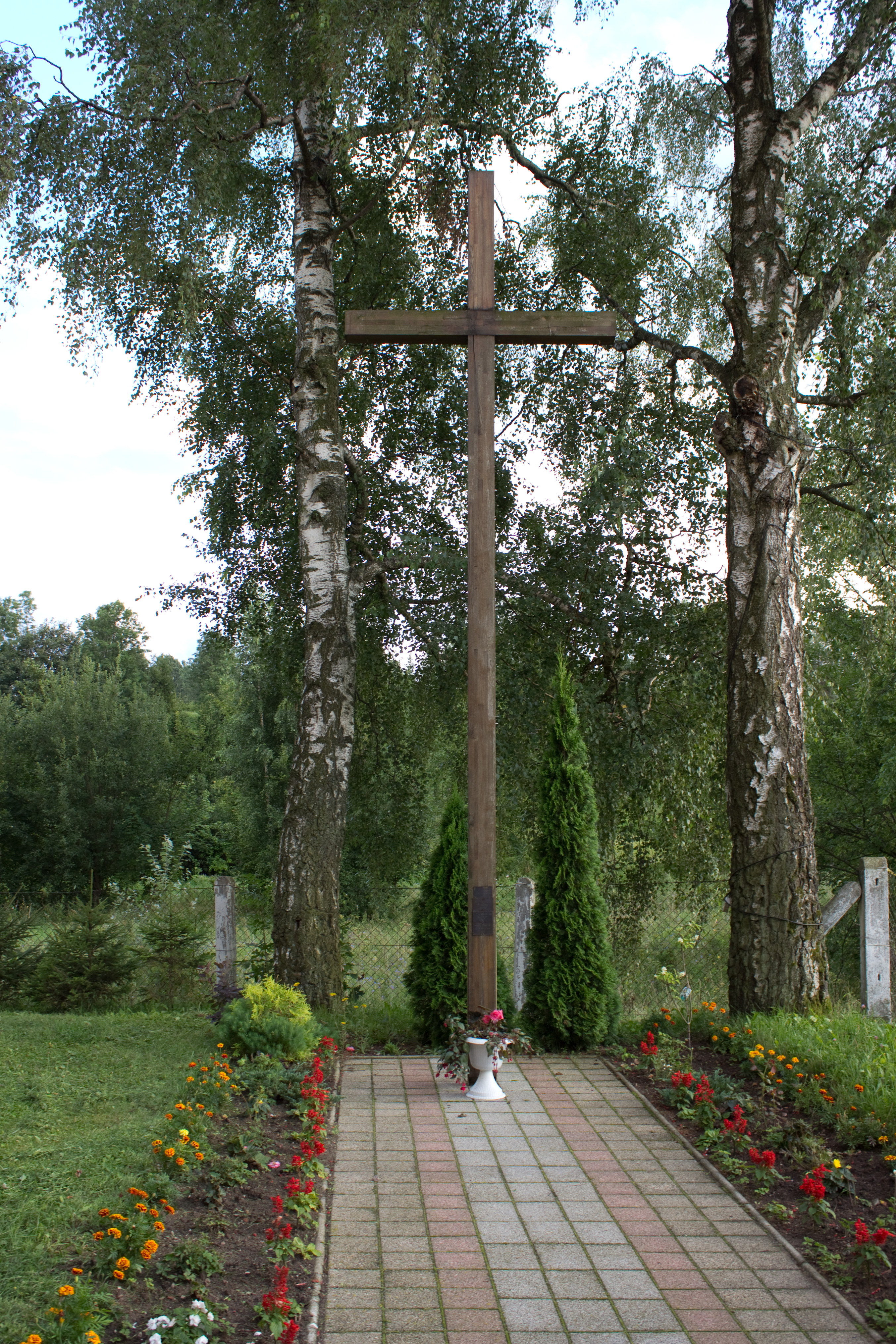
Wegekreuz in Kraskowo

### Kirchengebäude
Der Ostteil der Kirche wurde Ende des 14. Jahrhunderts errichtet, der westliche Teil folgte Anfang des 15. Jahrhunderts. Zuständiger Propst war 1480 Gregorius Zeber, 1495 war es Jodocus Borkee. Zum Pfarramt gehörten weiterhin das Dorf Babziens (polnisch Babieniec) und ab 1510 auch die Kirche in Tolksdorf (Tołkiny). Von 1528 bis 1550 wurde das Pfarramt der Pfarrei in Lamgarben (Garbno) zugeordnet. 1678 wurden am nördlichen Teil der Sakristei und Vorhalle errichtet. Am Eingang zur Vorhalle steht Christof Herndorff den 13. Mai Anno 1678, die Bedeutung ist nicht erläutert. Ab dem 18. Jahrhundert wurden auch Gottesdienste auf Polnisch abgehalten. 1817 lebten im Pfarrbezirk 1.077 Einwohner. 1875 wurde das Obergeschoss nach einem schweren Sturm neu gebaut.
Der Altar aus dem Jahr 1645 ist heute noch teilweise erhalten. Ein Abendmahlsbild von Stephanus Eisenbergk ist am Sockel des Altars zu sehen. Die Kanzel stammt aus dem Jahr 1648 ist aber wahrscheinlich nicht mehr in der Kirche.

### Kirchengemeinde

#### Evangelisch
Bereits in vorreformatorischer Zeit bestand in Schönfließ eine Kirche, die mit  Einführung der Reformation evangelisch wurde. Schönfließ war bis 1945 Sitz der mit der Kirche Tolksdorf (polnisch Tołkiny) vereinten Kirchengemeinde innerhalb der Kirchenprovinz Ostpreußen der Kirche der Altpreußischen Union. Die Gesamtzahl der Kirchenglieder belief sich 1925 auf 1520, von denen 1160 zum Pfarrsprengel Schönfließ gehörten. Das Schönfließer Kirchenpatronat oblag dem Gutsbesitzer von Henriettenhof (polnisch Chmielnik).
Flucht und Vertreibung der einheimischen Bevölkerung in Kriegsfolge setzten dem Leben der evangelischen Kirche im dann Kraskowo genannten Dorf ein Ende. Die heute hier lebenden wenigen evangelischen Einwohner gehören zur Johanneskirche in Kętrzyn innerhalb der Diözese Masuren der Evangelisch-Augsburgischen Kirche in Polen.

#### Katholisch
Vor 1945 lebten in Schönfließ nur wenige katholische Kirchenglieder. Sie waren von 1904 an der Kirche in Korschen (polnisch Korsze) im Bistum Ermland zugehörig. Die Ansiedlung polnischer Neubürger nach 1945 ließ die Zahl der Katholiken so stark werden, dass das bisher evangelische Gotteshaus der katholischen Kirche übereignet wurde. Die Schönfließer Kirche ist heute Filialkirche der Pfarrei Łankiejmy (polnisch Langheim) und trägt den Namen der „Gottesmutter von Tschenstochau“. Sie gehört zum Dekanat Reszel (Rößel) im Erzbistum Ermland.

## Verkehr

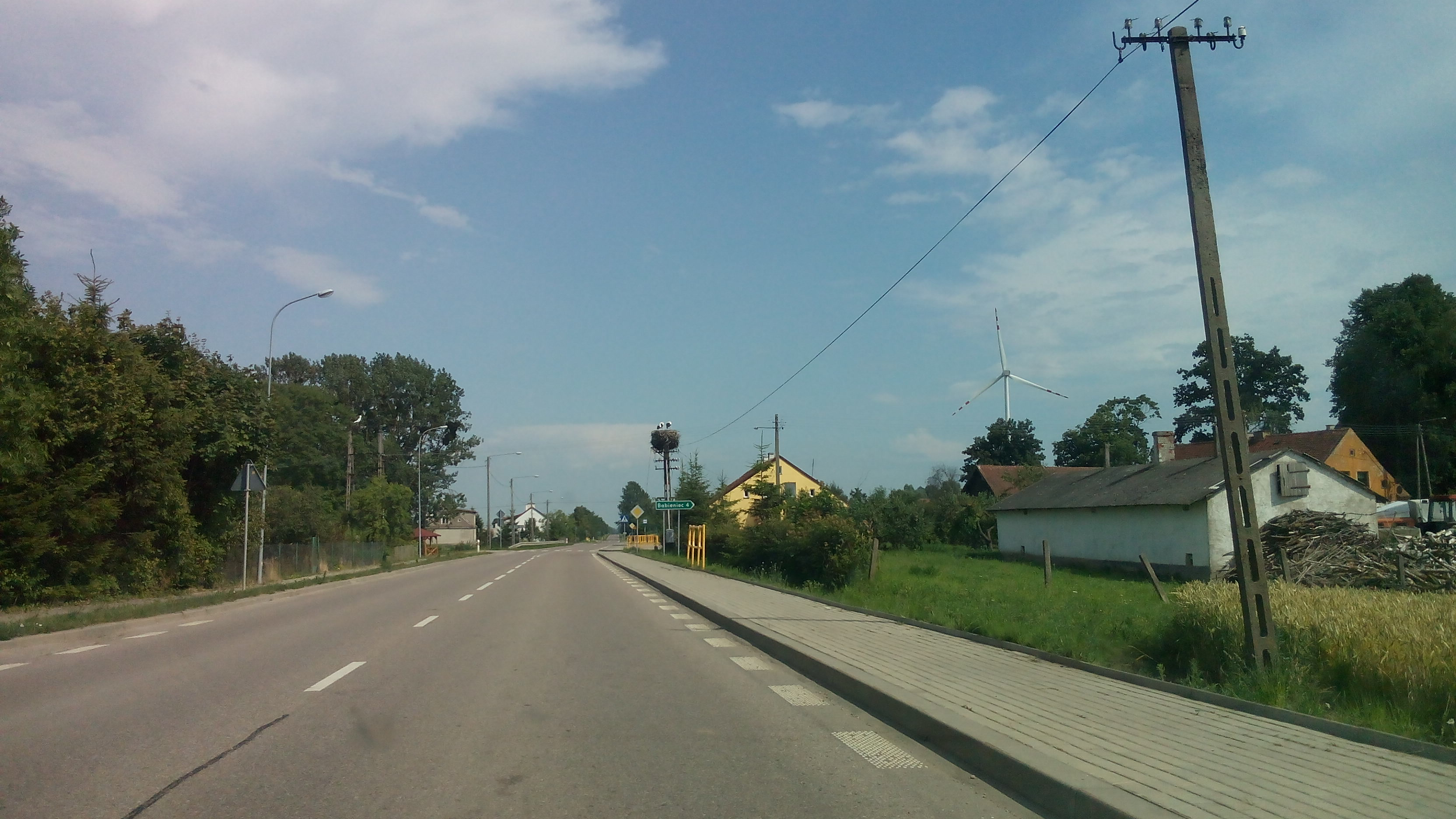
Ortsdurchfahrt Kraskowo der DW 592 (mit Storchennest im Hintergrund)

### Straße
Kraskowo liegt an der Woiwodschaftsstraße 592 (einstige deutsche Reichsstraße 135), die etwa 15 Kilometer östlich durch Kętrzyn führt. Nach vier Kilometern in östlicher Richtung kreuzt die 592 die Woiwodschaftsstraße 590, die in nördlicher Richtung weitere drei Kilometer nach Korsze (Korschen) führt.

### Schiene
In Tołkiny (Tolksdorf) befindet sich auch die nächste Bahnstation. Sie liegt an der Bahnstrecke Białystok–Ełk–Korsze.

### Luft
Der nächste internationale Flughafen ist der Flughafen Kaliningrad, der sich etwa 90 Kilometer nordwestlich auf russischem Gebiet – außerhalb der Europäischen Union – befindet und darum nur sehr eingeschränkt nutzbar ist. Der nächste internationale Flughafen in Polen ist der etwa 180 Kilometer westlich gelegene Lech-Wałęsa-Flughafen Danzig.

## Persönlichkeiten des Ortes

### Aus dem Ort gebürtig
- Eduard Schumann (1844–1914), deutscher Gymnasiallehrer und Naturforscher

### Mit dem Ort verbunden
- Gottfried von Perband (1639–1692), kurbrandenburger Kammerherr, Oberst, Hauptmann, war Erbherr auf Gut Schönfließ
- Hermann Schumann (1808–1889), deutsche evangelischer Theologe und preußischer Abgeordneter, war von 1831 bis 1878 Pfarrer in Schönfließ-Tolksdorf